# Puebla de Arenoso
Puebla de Arenoso (em castelhano e oficialmente) ou la Pobla d'Arenós (em valenciano) é um município da Espanha na província de Castelló, Comunidade Valenciana. Tem 42,7 km² de área e em 2021 tinha 158 habitantes (densidade: 3,7 hab./km²).

## Demografia
| Variação demográfica do município entre 1991 e 2004 | Variação demográfica do município entre 1991 e 2004 | Variação demográfica do município entre 1991 e 2004 | Variação demográfica do município entre 1991 e 2004 |
| --------------------------------------------------- | --------------------------------------------------- | --------------------------------------------------- | --------------------------------------------------- |
| 1991                                                | 1996                                                | 2001                                                | 2004                                                |
| 203                                                 | 178                                                 | 167                                                 | 158                                                 |